# ريتشارد سبينس
ريتشارد سبينس (بالإنجليزية: Richard Spence)‏ هو مخرج بريطاني، ولد في 1957.

## وصلات خارجية
- ريتشارد سبينس على موقع IMDb (الإنجليزية)
- ريتشارد سبينس على موقع ألو سيني (الفرنسية)
- ريتشارد سبينس على موقع أول موفي (الإنجليزية)
- ريتشارد سبينس على موقع قاعدة بيانات الأفلام السويدية (السويدية)
- ريتشارد سبينس على موقع قاعدة بيانات الفيلم (الإنجليزية)
- ريتشارد سبينس على موقع كينوبويسك (الروسية)